# مقاطعة كارولاينا الجنوبية
كانت مقاطعة كارولاينا الجنوبية  (المعروفة أيضًا باسم مستعمرة كارولاينا الجنوبية) جزءًا من مقاطعة كارولاينا في أمريكا البريطانية، والتي استأجرها ثمانية من اللوردات في عام 1663. أصبحت المقاطعة فيما بعد ولاية كارولاينا الجنوبية الأمريكية.

## الإشتقاق
«كارولاينا» مأخوذة من الكلمة اللاتينية Carolus والتي تعني «تشارلز»، تكريمًا للملك تشارلز الثاني، تم تسميتها لأول مرة في الميثاق الملكي لعام 1663 الذي مُنح لإدوارد إيرل كلارندون وجورج دوق ألبيمارل ووليام اللورد كرافن وجون لورد بيركلي وأنتوني اللورد أشلي والسير جورج كارتريت والسير ويليام بيركلي والسير جون كوليتون الحق في استيطان الأراضي في الولايات المتحدة الحالية مثل كارولينا الشمالية وتينيسي وكارولينا الجنوبية وجورجيا وألاباما وميسيسيبي وفلوريدا، تم تغير الإملاء إلى «كارولاينا».

## التاريخ

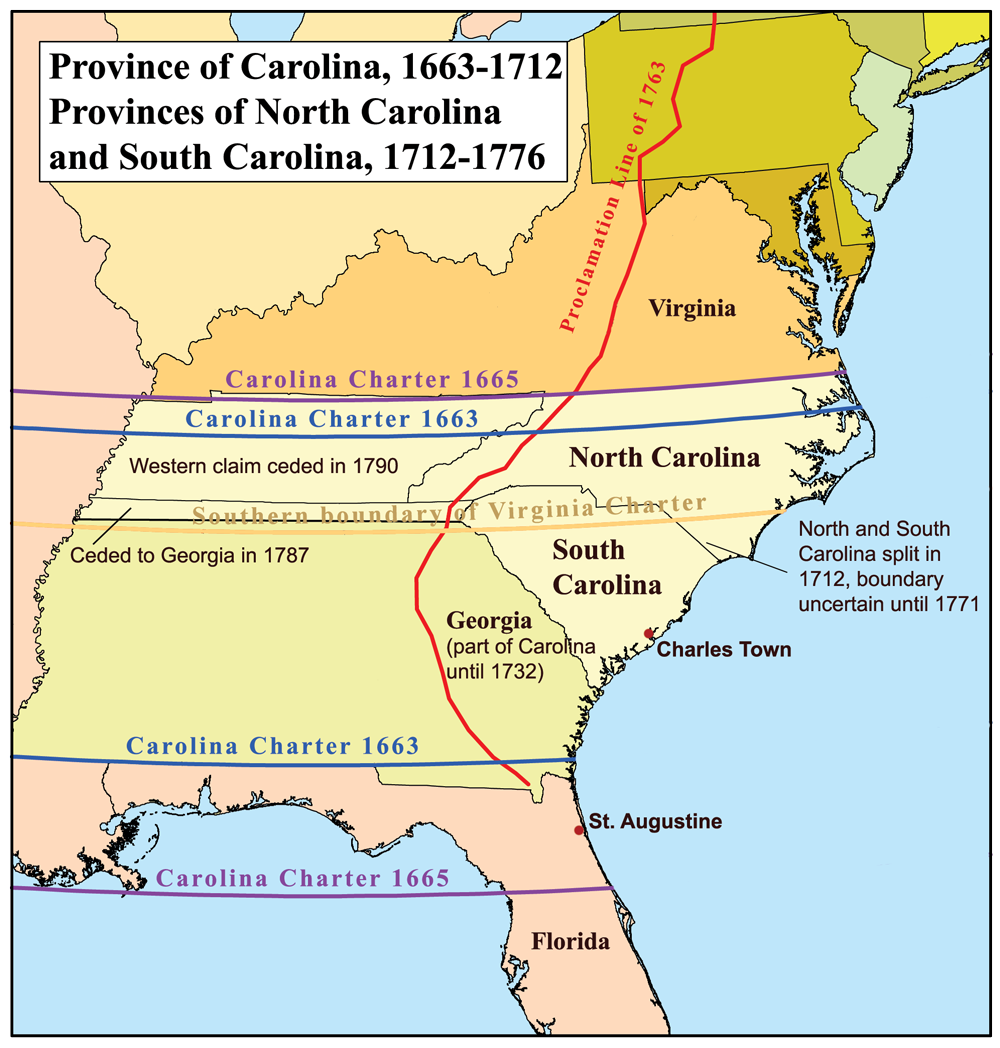
خريطة للمستعمرات البريطانية البريطانية الجنوبية ، والتي تضم مقاطعات كارولينا

أعطى تشارلز الثاني الأرض لمجموعة من ثمانية نبلاء أطلق عليهم أصحاب اللوردات، خططوا لمستعمرة مسيحية بروتستانتية. في الأصل كانت مستعمرة مملوكة ملكية واحدة، ونمت الأجزاء الشمالية والجنوبية مع مرور الوقت، ويرجع ذلك جزئيًا إلى الإهمال من قبل الورثة القانونيين (الفرديين) لمالك اللورد الأصلي. أدى الخلاف حول الحكم في المقاطعة إلى تعيين نائب حاكم لإدارة النصف الشمالي لمستعمرة كارولينا في عام 1691. أصبح تقسيم مقاطعة كارولينا إلى ولاية كارولينا الشمالية وكارولينا الجنوبية مكتملًا في عام 1712.

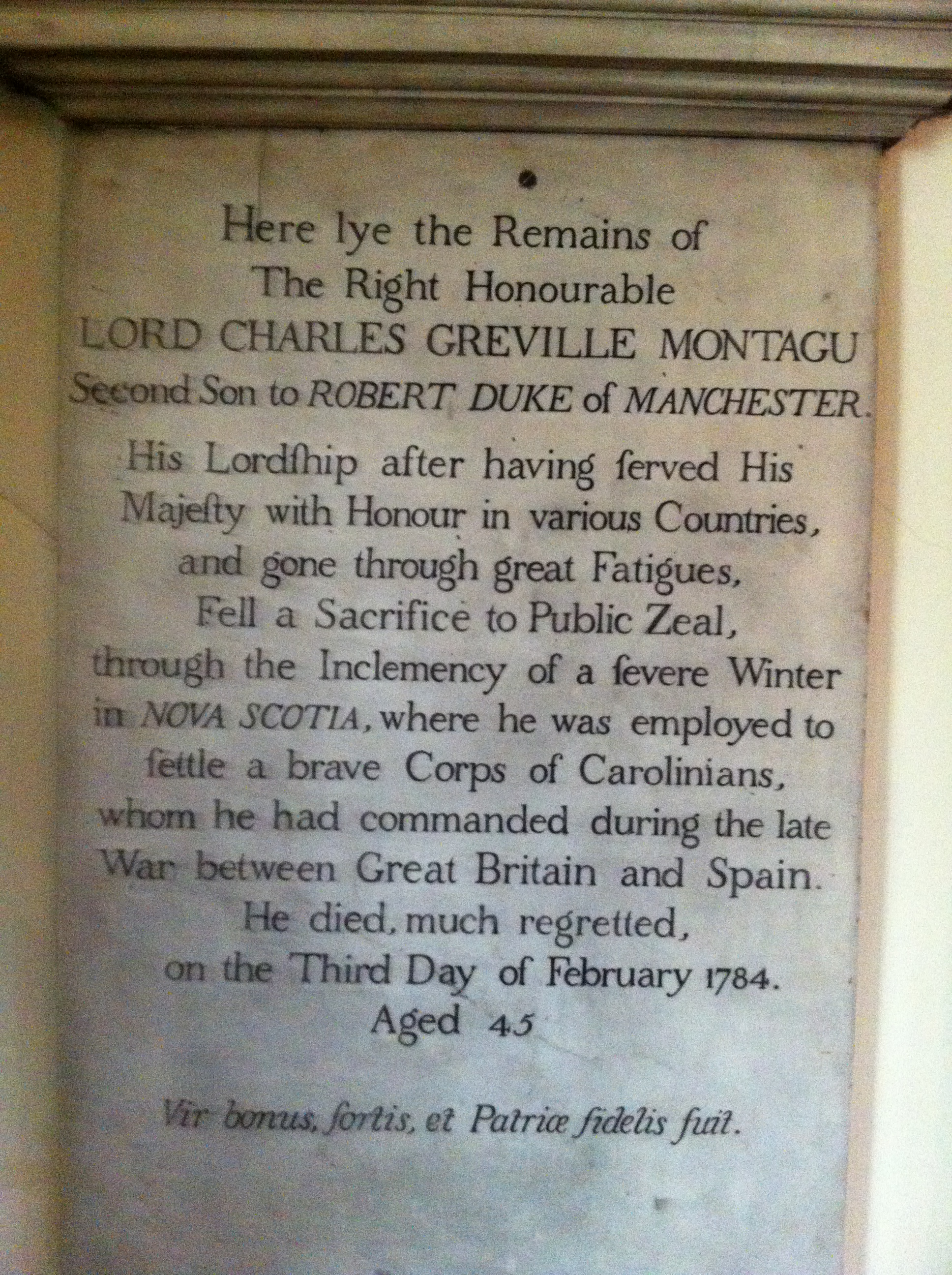
اللورد تشارلز مونتاجو، كنيسة القديس بولس (هاليفاكس) ، نوفا سكوتيا

حرب ياماسي (1715-1717) دمرت المنطقة الخلفية للمستعمرة. أقنع العديد من السكان بضرورة إنهاء حكم الملكية، فزادت الشكاوى من أن المالكين لم يفعلوا ما يكفي لحماية المستعمرين من الهنود أو الأسبان المجاورين، خلال حرب الملكة آن، اندلع تمرد ضد المالكين في عام 1719، وبناءً على عريضة من سكان المستعمرة، عيّنت الحكومة البريطانية حاكمًا ملكيًا لولاية كارولينا الجنوبية في عام 1720.
بعد ما يقرب من عقد من الزمن سعت فيه الحكومة البريطانية إلى تحديد مكان وشراء المالكين، أصبحت كل من كارولينا الشمالية والجنوبية مستعمرات ملكية بريطانية في عام 1729.
كان اللورد تشارلز مونتاغيو (1741-1784) آخر حاكم ملكي لمقاطعة كارولينا الجنوبية من 1766 إلى 1773 حتى هرب إلى نوفا سكوشا كما هو الحال مع زملائه في الإمبراطورية المتحدة.

## السلطة القضائية
تأسست محكمة مقعد الملك والمُطالبات المشتركة "King's Bench and Common Pleas" في عام 1725، ومقرها في تشارلز تاون (تشارلستون).
قائمة رؤساء القضاة
| المناصب                                     | فترة           | فترة          | ملاحظات                                    |
| المناصب                                     | تولى منصبه     | ترك منصبه     | ملاحظات                                    |
| ------------------------------------------- | -------------- | ------------- | ------------------------------------------ |
| ادموند بوهون                                | 1698           | 1699          | توفي في مكتب الحمى                         |
| نيكولاس تروت                                | c.1702         | 1718          | طرد من منصبه بعد الانتفاضة                 |
| ريتشارد الين                                | 1719           |               |                                            |
| روبرت رايت                                  | 1730           | 1739          | مات في المكتب                              |
| توماس ديل                                   | 17 أكتوبر 1739 | نوفمبر 1739   |                                            |
| بنيامين ويتاكر                              | 7 نوفمبر 1739  | 1749          | إزالة من منصبه بسبب الشلل                  |
| جيمس غرايم                                  | 6 يوليو 1749   |               |                                            |
| تشارلز بينكني                               | 1752           | 1753          |                                            |
| بيتر لي                                     | 1753           |               |                                            |
| جيمس ميشي                                   | 1 سبتمبر 1759  | 16 يوليو 1760 | توفي في منصبه، لندن، إنجلترا               |
| وليام سيمبسون                               | 24 يناير 1761  |               |                                            |
| تشارلز سكينر                                | 1762           |               |                                            |
| توماس نوكس جوردون                           | 13 مايو 1771   |               |                                            |
| وليام هنري درايتون                          | 13 أبريل 1776  |               |                                            |
| جون روتلدج                                  | 16 فبراير 1791 | 1795          | استقال وبعد ذلك رئيس قضاة الولايات المتحدة |
| بعد عام 1791 لم يتم تعيين رؤساء قضاة آخرين. |                |               |                                            |